# Moexipril

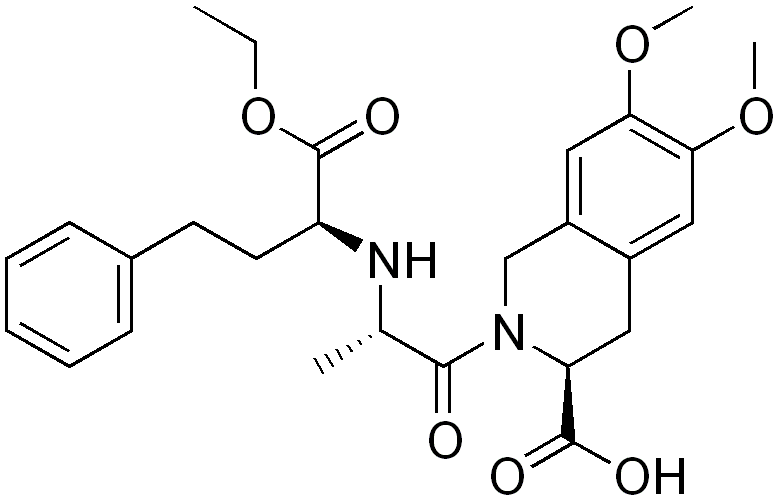
Moexipril

Moexipril é um medicamento do tipo IECA, inibidor da enzima conversora da angiotensina. É indicado para tratamento de hipertensão arterial.